# Thornton, Iowa
Thornton là một thành phố thuộc quận Cerro Gordo, tiểu bang Iowa, Hoa Kỳ. Năm 2010, dân số của thành phố này là 422 người.

## Dân số
Dân số qua các năm:
- Năm 2000: 422 người.
- Năm 2010: 422 người.